# イヴェコ・ユーロカーゴ
ユーロカーゴ（EuroCargo）は、イタリアの商用車製造会社、イヴェコにより1991年から製造・販売される中型トラックである。同社のラインナップでは、デイリーとストラリスの中間に位置する。1977年から1991年にかけて製造・販売されたゼータの後継車種である。

## 初代（1991年 - 2002年）
1991年登場。バイエルン州ノイウルムのレオンハルト・シュミュード率いるイヴェコデザインセンターがイタルデザインのジョルジェット・ジウジアーロと協力してデザインした。GVW6トンから15トン車であるが、バークシャー州スラウラングレーのラングレー工場にて製造された個体は最大GVW17トン車まで設定され、4×2駆動と4×4駆動の両方が用意された。
キャブは全長1,535mmのスタンダードキャブ、全長2,115mmと1,535mmのエクステンデッドキャブ、ダブルキャブの4種類が用意された。
サスペンションはGVW6トンから10トン車には全輪油圧式ディスクブレーキが装備され、GVW11トン車以上には後輪ドラムブレーキが装備された。これらにはパラボリックリーフスプリング、半楕円リーフスプリング、フロントエアバッグとリアエアバッグが装備されるパラボリックリーフスプリング（軽量仕様）、エアサスペンション（都市部配達用）の4種類が採用された。
1997年10月一部改良。キャブとブレーキシステムに改良が施された。同時に中型トラックの需要低下や雇用者数低減に伴いラングレー工場での製造終了、ラングレー工場も閉鎖された。これに伴い、製造の中心はロンバルディア州ブレシアとなる。

## 2代目（2002年 - 2008年）
2002年に登場。デザインはベルトーネ社が担当。 イタリアのブレシア、ブラジルのセッテ・ラゴアス（2005年1月以降）、アルゼンチンのフェレイラで生産され、ベネズエラでも生産された。 車両総重量は6トン - 18トンで、先代同様4×2と4×4の両方を選択可能であった。バルセロナ工場ではユーロカーゴをベースにしたユーロミディバスシャーシが生産された。
エンジンは129 - 170 hpのR4型3920ccと182 - 275 hpのR6型5880cc等多数設定された。
キャブはスタンダード、エクステンデッド（1/2個2段ベッド装備）、オーグメント、ダブルキャブ（運転手1名同乗者6名乗車可能、7.5トン - 15トン車）の4種類が設定された。
先代同様、車両総重量6トン - 10トン車には、全車輪に油圧式ディスクブレーキが装着され、それ以上の大型車には後輪ドラムブレーキが装着された。サスペンションも先代と同じ4種類が設定された。
2004年と2006年には、ユーロ4とユーロ5に適合したテクター4とテクター6エンジンが改良された。これにより、最大出力は約10 - 20 hp向上した。

## 3代目（2008年 - 2016年）
2008年半ばに登場。ビッグマイナーチェンジとも記述されるが、本項では3代目として記述する。
主にキャビンのデザインやスタイリングが変更され、トランスミッションが従来のイヴェコ製から同じく5/6/9速のドイツのZF社製となった。ZF社製6速は、ユーロトロニックAT/CMTが選択可能であった。
また、3代目モデルの宣伝のため、特別仕様車「オールブラックス・バージョン」が製作された。その名の通り黒色を基調に塗装されているのが特徴であった。
エンジンはフィアット・パワートレイン・テクノロジーズ製テクターシリーズの一部が設定された。3900cc4気筒は、140 - 182馬力、5900cc6気筒は、217 - 299馬力で、全てユーロ5に適合している。

## 4代目（2016年 - ）
2015年9月15日に発表（販売は2016年から）。ブレシア工場で生産される。フロントグリルが特徴的な形状になり、マスコミからは「スマイル」の愛称で呼ばれる。
主に内外装のデザインが一新された。ダッシュボードが改良され、エアバッグ付ステアリング、車線逸脱防止支援システム、電子式車両姿勢制御装置、衝突被害軽減ブレーキ、アダプティブ・クルーズ・コントロール、デイタイム・ランニング・ライトなど運転支援システムが進化した。また、ラインナップにLNG車が加わった。
2015年モデルは、HI-SCRシステム、エコスイッチシステム、エコロールシステムを採用した。
エンジンは4.5L4気筒テクター5ディーゼルと6.7L6気筒テクター7ディーゼルが設定される。最高出力は160 - 320 hp、最大トルクは1,100 N･m。このうち204 hpで750 N･mのCNG車も選択可能である。

トランスミッションは6/9速MT、6/12速AMT、トルクコンバータ付ATが設定される。電子式エアサスペンションを採用する。ブレーキは6トン - 10トン車は空気圧倍力ブレーキを、11トン - 19トン車は空気ブレーキを採用する。

## 受賞歴
- 1992年インターナショナル・トラック・オブ・ザ・イヤー
- 2004年インターナショナル・トラック・オブ・ザ・イヤー（2位）
- 2009年インターナショナル・トラック・オブ・ザ・イヤー（2位）
- 2016年インターナショナル・トラック・オブ・ザ・イヤー

## 軍用利用
2008年、ポーランド軍は646台のユーロカーゴを購入し、2012年までに納車を完了した。ユーロカーゴのシャーシは、ポーランド軍が使用する装甲車のベースとして利用されている。

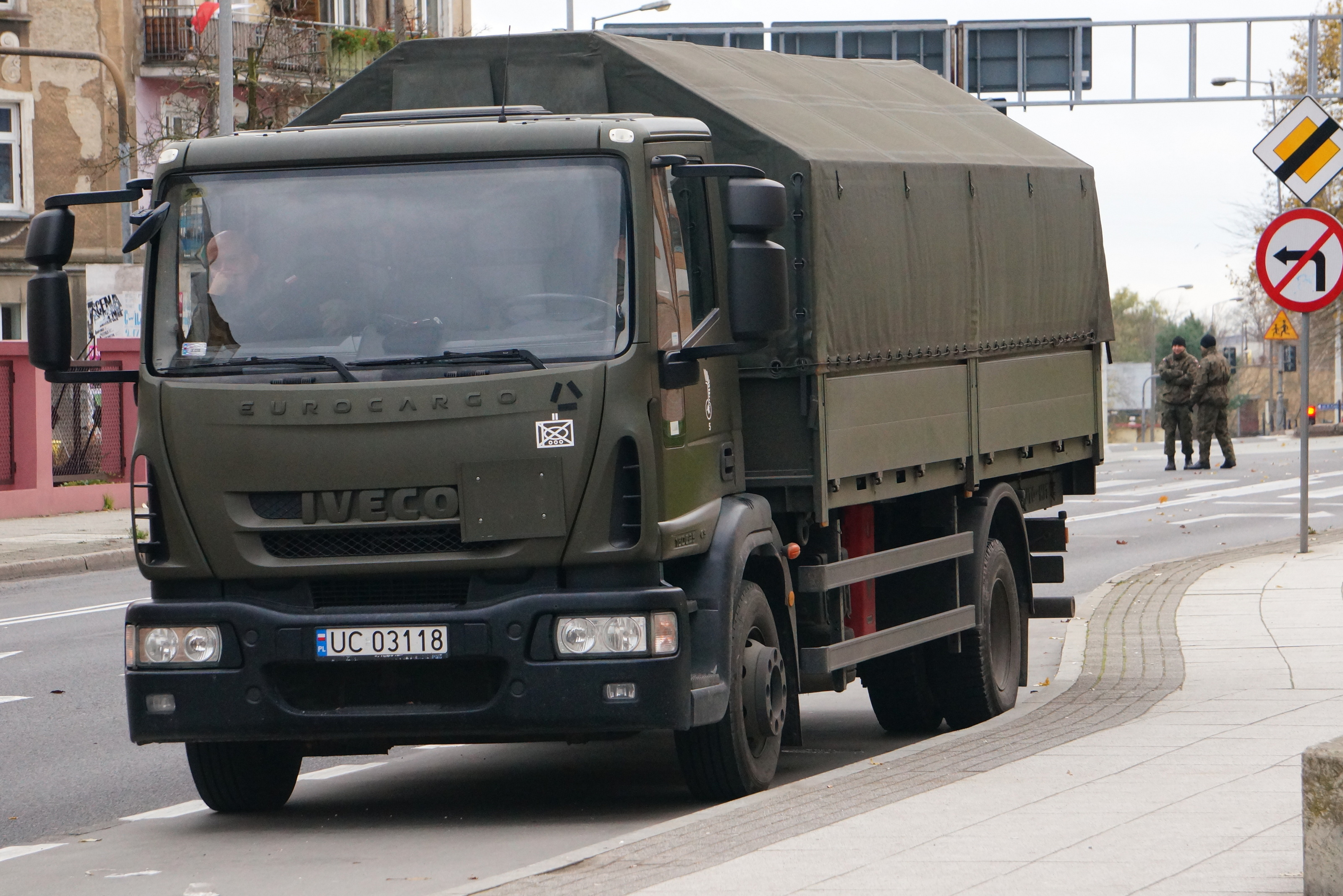
ポーランド軍の3代目ユーロカーゴ160E25型
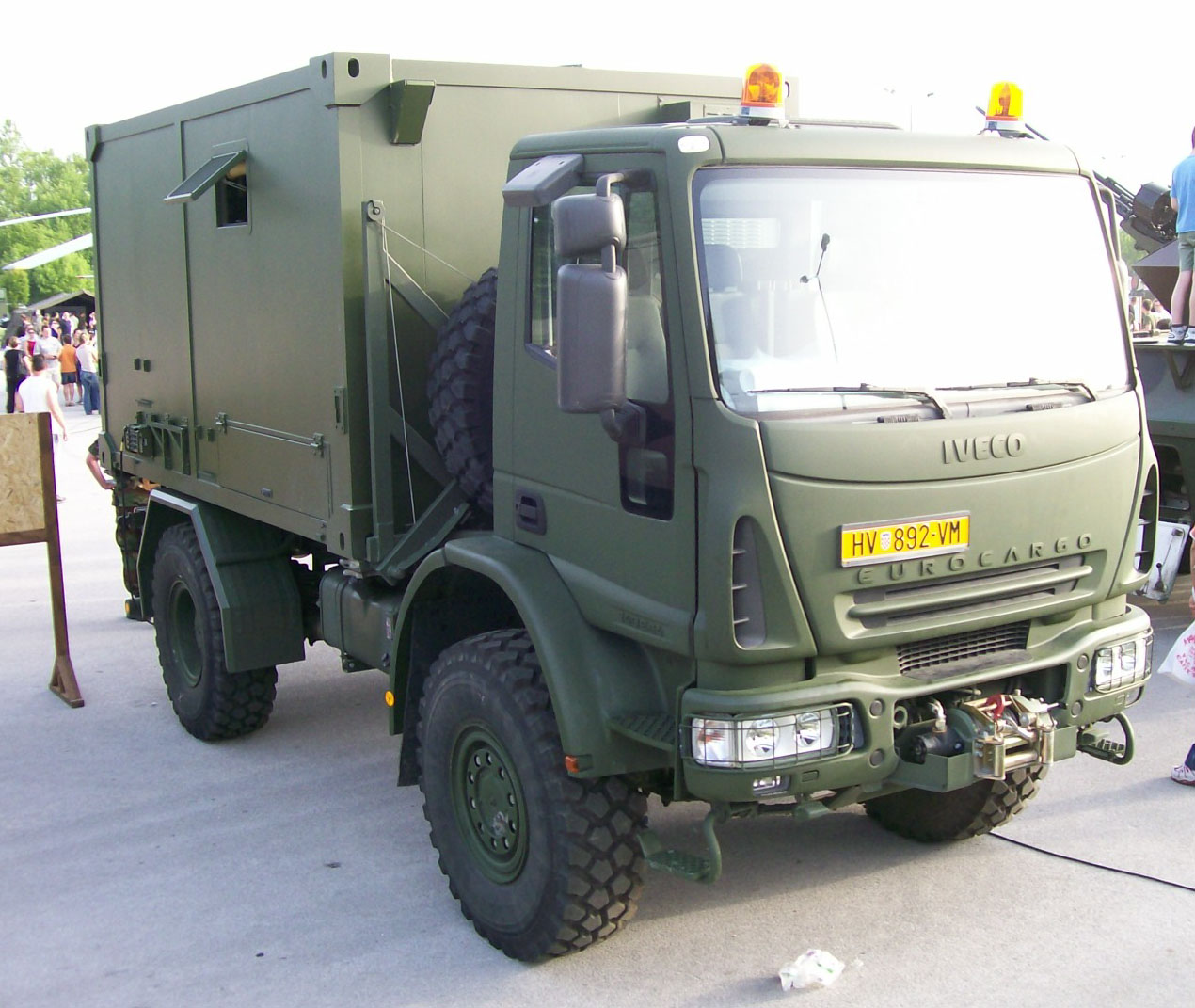
クロアチア陸軍の2代目ユーロカーゴ

## 主な競合車種
- DAF・LF
- ボルボ・FL
- 日産・アトレオン